# 合朋溪镇
合朋溪镇，是中华人民共和国贵州省铜仁市思南县下辖的一个乡镇级行政单位。

## 行政区划
合朋溪镇下辖以下地区：
合朋社区、院子村、群河村、秦家寨村、凉水清村、塘池村、乔子溪村、王家沟村、井坝村、鱼塘村、抗家山村、盐湖村和大石窑村。